# Andropogon
Andropogon là một chi thực vật có hoa trong họ Hòa thảo (Poaceae).

## Loài
Chi Andropogon gồm các loài: